# Kübelstein

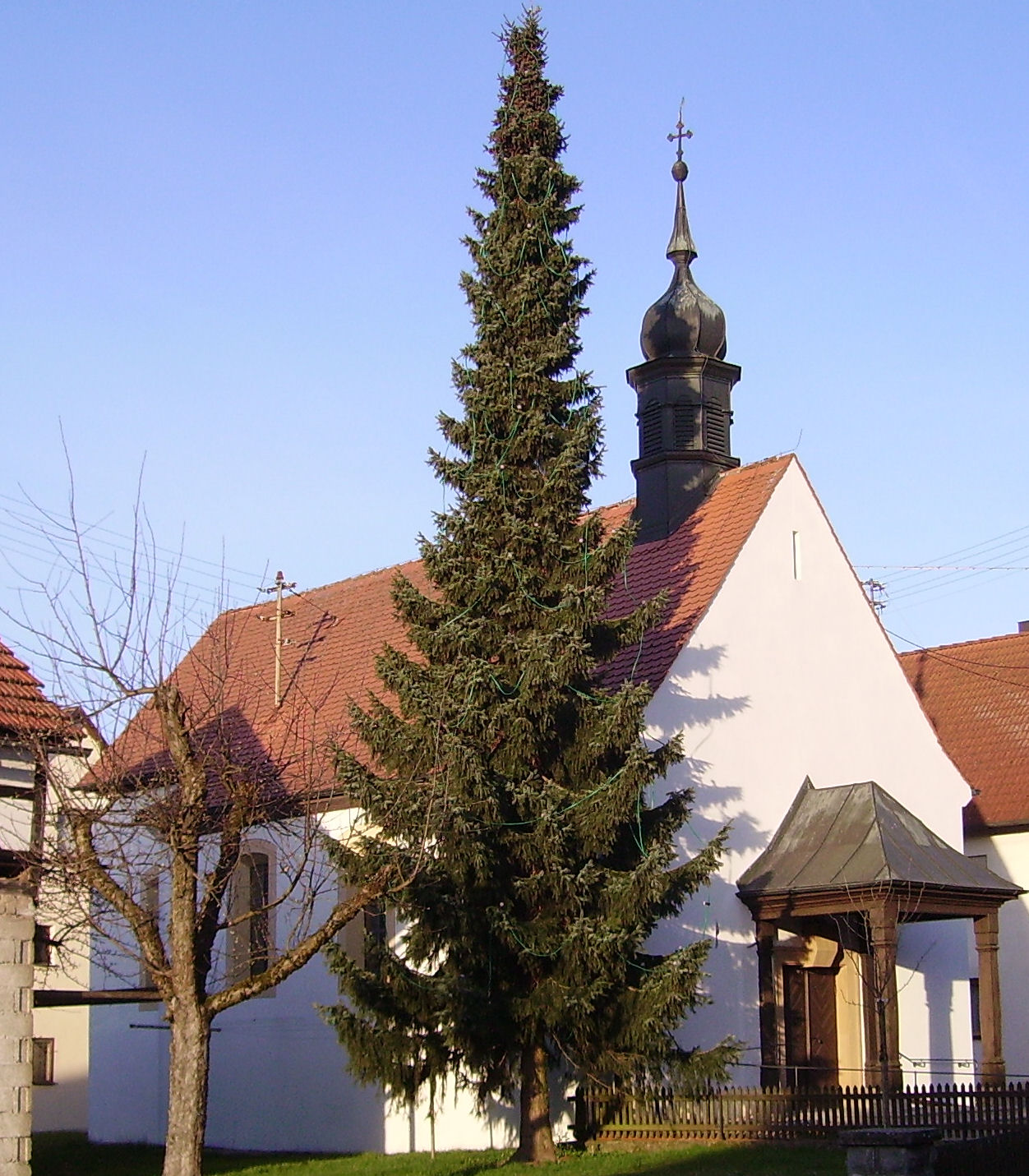
Kapelle in Kuebelstein

Kübelstein (bambergisch: Küblstaa) ist ein Gemeindeteil der Stadt Scheßlitz im oberfränkischen Landkreis Bamberg in Bayern.

## Geografie
Das Dorf liegt auf dem Jura am Rand der Fränkischen Schweiz. 

## Geschichte
Der seit Jahrhunderten unverändert überlieferte Name des Orts könnte mit einem Stein oder Felsen, der die Form eines Kübels hatte, zusammenhängen.
Der Ort Kübelstein wurde zum ersten Mal in einer Urkunde im sogenannten Hochstiftsurbar A erwähnt, mit der Graf Friedrich von Truhendingen im Jahr 1308 seine Besitzungen um Scheßlitz an den Bamberger Bischof Wulfing von Stubenberg verpfändete.
Im Jahr 2008 feierte das Dorf sein 700-jähriges Bestehen.

### Einwohnerentwicklung
Im März 2022 hatte Kübelstein 138 Einwohner.

### Bildergalerie

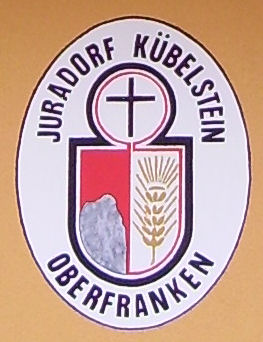
Wappen
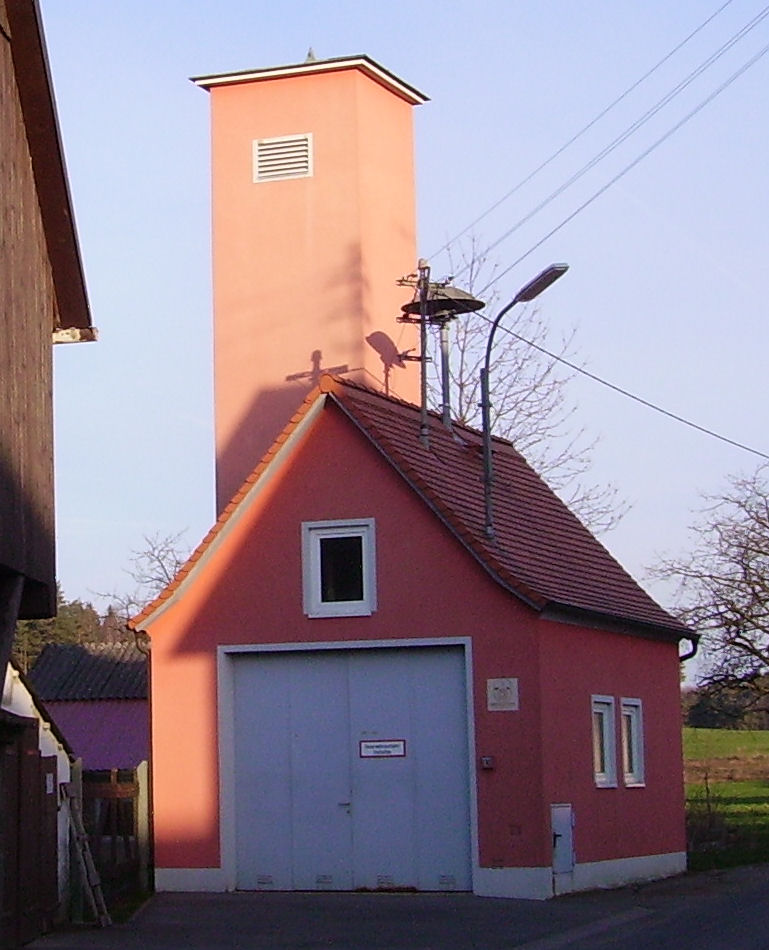
Feuerwehrhaus
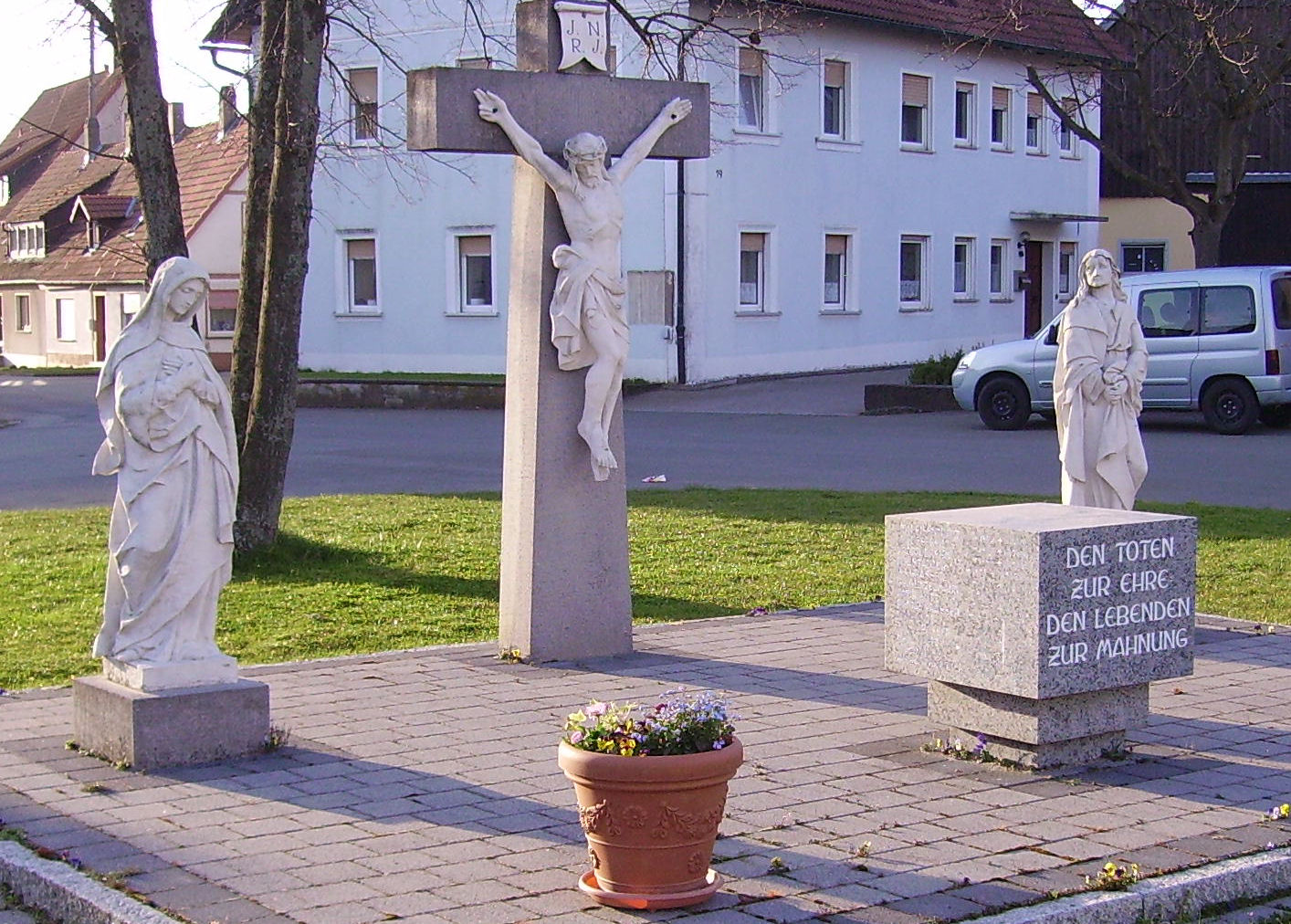
Kriegerdenkmal